# 凯·怀特
凯·怀特（英語：Kye Whyte，1999年9月21日—），英国男子自行车运动员，2020年夏季奥林匹克运动会男子小轮车竞速银牌得主、2022年世界小轮车竞速锦标赛男子精英组银牌得主。